# Bombardeio de Praga
O Bombardeio de Praga ocorreu no fim da Segunda Guerra Mundial (14 de fevereiro de 1945) quando a Força Aérea dos Estados Unidos fez um ataque aéreo sobre Praga. A cidade era a capital da Tchecoslováquia e (desde a ocupação nazista em 1939) a principal cidade do Protetorado da Boêmia e Morávia. De acordo com pilotos estadunidenses, foi o resultado de um erro de navegação durante o Bombardeio de Dresden. Dresden situa-se a 100 km ao norte de Praga.

## Impacto do ataque
Cerca de sessenta B-17 Flying Fortress da Força Aérea Estadunidense lançaram cerca de 152 toneladas de bombas em muitas áreas povoadas de Praga. O ataque atingiu bairros Vyšehrad, Zlíchov, Karlovo náměstí, Nusle, Vinohrady, Vršovice e Pankrác. O bombardeio resultou em 701 mortos e 1.184 feridos. Cerca de cem casas e sítios históricos foram completamente destruídos e outros duzentos gravemente danificados. Todos os mortos eram civis, e nenhuma das fábricas da cidade, que poderiam ser usadas pela Wehrmacht (Forças armadas alemãs), foi danificada.

## Controvérsia
Mesmo os Estadunidenses tendo pedido desculpas muitas vezes, ainda não está claro que o ataque foi um acidente causado por más condições de tempo e o fato de Praga e Dresden serem parecidas do ar, ou se foi um ataque proposital. De acordo com algumas testemunhas, uma seção da maior formação de aviões a caminho do norte (para Dresden), separou-se e fez o ataque. Devido à natureza não sistemática do bombardeio e ao fato de que Praga era uma cidade Aliada, na época ainda ocupada por Nazistas, a maioria dos historiadores acredita que foi acidental.